# Stenen Molen (Ingooigem)
De Stenen Molen (ook: Jonggezellenmolen, Jongelingenmolen of Molen Demeulemeester) is een windmolenrestant, gelegen in de tot de Belgische gemeente Anzegem behorende plaats Ingooigem aan Heirbaan 2.
Deze ronde stenen molen werd gebruikt als korenmolen en oliemolen.

## Geschiedenis
De molen werd gebouwd in 1842. In 1925 werd de molen buiten bedrijf gesteld en werden kap en wiekenkruis verwijderd. De romp werd aan de bovenzijde met beton afgesloten en werd voortaan benut als elektrische maalderij. De molen kwam in 1936 in bezit van broer en zus Maurice en Marie-Madeleine Demeulenmeester, en dezen bleven hun leven lang ongehuwd, vandaar de bijnaam: Jonggezellenmolen.
In 2000 werd ook de maalinrichting verwijderd. Enkele onderdelen daarvan werden gebruikt in de Goethalsmolen te Wakken.
De molenromp raakte in verval. Slechts enkele overblijfselen van de vroegere functie, zoals een molensteen, zijn nog aanwezig.
In de directe omgeving van de molenromp verschenen bedrijventerreinen.
- Inventaris van het Bouwkundig Erfgoed (Vlaanderen): 81534